# Luise Deicher
Luise Deicher (* 6. April 1891 als Marie Luise in Waiblingen; † 22. November 1973 in Stuttgart) war eine deutsche Malerin.

## Leben und Wirken
Luise Deicher wurde am 6. April 1891 als Tochter von August Deicher und Sofie Luise geb. Ulmer geboren. Ihr Vater hatte in München Ingenieurwissenschaften studiert und war beteiligt am Bau der ersten transkontinentalen Eisenbahnlinie in Amerika. Er hatte im Amerikanischen Bürgerkrieg mitgekämpft und war amerikanischer Staatsbürger. 1880 kehrte er als wohlhabender Mann nach Deutschland zurück und gründete mit der 36 Jahre jüngeren Sofie Luise eine Familie. Sie bekamen sechs Kinder. Ein Bruder von Luise ertrank, als Luise 12 Jahre alt war. Ein zweiter Bruder nahm sich drei Jahre später das Leben, weil er sich schuldig für den Tod des Bruders fühlte.
Bereits in der Schule deutete sich Luises zeichnerisches Talent an und ihr Zeichenlehrer empfahl den Eltern den Besuch an der Stuttgarter Königlichen Akademie der bildenden Künste. Ihr Vater war aufgeschlossen und erteilte die Erlaubnis zur künstlerischen Ausbildung. Luise Deicher begann 1908 ihr Kunststudium an der Stuttgarter Kunstakademie und erhielt nach dem Grundstudium Unterricht bei Gustav Igler. Von 1910 bis 1913 war sie in der Klasse von Adolf Hölzel, danach war sie bis 1917 Meisterschülerin von dessen Nachfolger Heinrich Altherr. 
In Stuttgart richtete sie sich ein Atelier ein und unterrichtete dort auch. Ihre Arbeiten waren auf regionalen und überregionalen Werkschauen zu sehen und 1914 bekam sie die Silbermedaille der Akademie Stuttgart für hervorragende Leistungen. Sie fertigte Entwürfe für Glasbilder und Wandbilder an, malte Stillleben und Porträts. Sie bereiste Europa mit ihrem Freund Hermann Dreifus, der sich 1941 das Leben nahm, um seiner Deportation zu entgehen. Nach dem Zweiten Weltkrieg zog sie mit ihrem Bruder Karl in das Großbottwartal und malte viele Porträts.

## Werke (Auswahl)
- Mutter mit Kind (Öl, 1914)
- Stillleben mit Teekanne (Öl, 1914)
- Atelier-Interieur der Künstlerin (Öl, 1921)
- Akte (Kohle auf Papier, 1921)
- Kreuzwertheim (Öl, 1924)
- Blumenstillleben mit einer Obstschale (Öl, um 1927)
- Blumenstilleben (Öl, 1925–1930)
- Portrait of a Girl (1930)
- Adam und Eva unter dem Baum der Erkenntnis (Öl)
- Porträt von Karl Deicher (Öl, 1965)

## Ausstellungen (Auswahl)
- 1924 und 1926: Teilnahme an den Ausstellungen der Stuttgarter Sezession
- 1966: Geburtstagsretrospektive in Backnang
- 1971: Geburtstagsretrospektive in Waiblingen
- 2020: Virtuelle Ausstellung (Stadt Waiblingen)